# Heteroclinus eckloniae
Heteroclinus eckloniae är en fiskart som först beskrevs av Mckay, 1970.  Heteroclinus eckloniae ingår i släktet Heteroclinus och familjen Clinidae. Inga underarter finns listade i Catalogue of Life.